# Clometiazol
Clometiazolul este un medicament hipnotic și sedativ derivat de tiazol, și a fost utilizat în tratamentul insomniilor și al sindromului de abstinență la alcool (delirium tremens). Se aseamănă structural cu molecula de tiamină (vitamina B1) și prezintă un mecanism de acțiune similar cu cel al barbituricelor. Calea de administrare disponibilă este cea orală.
Utilizarea sa prelungită poate cauza toleranță și dependență fizică. Renunțarea rapidă la tratament poate cauza un sindrom de abstinență similar celui produs de alcool sau benzodiazepine.